# 日尔库尔-莱维耶维尔
日尔库尔-莱维耶维尔（法語：Gircourt-lès-Viéville，法語發音：[ʒiʁkuʁ lɛ vjevil] ⓘ）是法国大東部大區孚日省的一个市镇，属于埃皮纳勒区。该市镇2009年时的人口为184人。

## 人口
日尔库尔-莱维耶维尔人口变化图示
| 数据来源：INSEE |